# Branschföreningen Promise
Branschföreningen Promise – Föreningen Promise är en branschförening för företag som verkar inom kompetensutveckling och lärande med stöd av digitala medier.

## Konferens
Varje år arrangeras Promisedagen med 300 deltagare som är en konferens för de som arbetar med vuxnas lärande i yrkeslivet.

## Uppsatspris
Föreningen delar varje år i samband med Promisedagen ut ett uppsatspris för bästa examensarbete inom kompetensutveckling och lärande med stöd av digitala medier. 2015 vanns priset av Marie Lingaas från SLU för uppsatsen "Fusk vid provskrivning online, vad säger forskningen?"

## Tävlingar
Promise har tillsammans med föreningen Swedish Learning Association grundat den årliga tävlingen Swedish Learning Awards. Sedan 2014 har huvudmannaskapet för tävlingen gått över till föreningen Swedish Learning Association och Promise medverkar i tävlingens advisory board.